# Порчхидзе, Наум Афанасьевич
Наум Афанасьевич Порчхидзе (1903, село Багдати, Кутаисский уезд, Кутаисская губерния, Российская империя — неизвестно, город Маяковский, Грузинская ССР) — главный агроном отдела сельского хозяйства Маяковского района, Грузинская ССР. Герой Социалистического Труда (1949).

## Биография
Родился в 1903 году в крестьянской семье в селе Багдати Кутаисского уезда. После получения начального образования трудился в сельском хозяйстве. В последующем окончил сельскохозяйственный институт, после которого трудился на различных административных и хозяйственный должностях в сельском хозяйстве Грузинской ССР. В апреле 1942 года призван в Красную Армию по мобилизации. Участвовал в Великой Отечественной войне. Воевал стрелком в составе 883-го стрелкового полка 295-й стрелковой дивизии. В мае 1943 года получил ранение в левую руку. После демобилизации возвратился в Грузию, где был назначен главным агрономом отдела сельского хозяйства Маяковского района.
В послевоенные годы занимался восстановлением сельскохозяйственного производства в Маяковском районе. В 1948 году обеспечил своей деятельностью перевыполнение в целом по району планового сбора урожая винограда на 30,3 %. Указом Президиума Верховного Совета СССР от 9 августа 1949 года удостоен звания Героя Социалистического Труда за «получение высоких урожаев винограда в 1948 году» с вручением ордена Ленина и золотой медали «Серп и Молот» (№ 4321).
Этим же указом званием Героя Социалистического Труда были награждены первый секретарь Маяковского райкома партии Владимир Соломонович Лорткипанидзе, заведующий районным отделом сельского хозяйства Сергей Георгиевич Буркадзе, председатель райисполкома Владимир Самсонович Дограшвили и 26 тружеников — виноградарей различных колхозов Маяковского района.
За выдающиеся показания в целом по району по итогам работы в 1949 году был награждён вторым Орденом Ленина.
После выхода на пенсию проживал в городе Маяковский (с 1990 года — Багдати). С 1968 года — персональный пенсионер союзного значения. Дата его смерти не установлена.
Награды
- Герой Социалистического Труда
- Орден Ленина — дважды (1949; 25.11.1950)
- Медаль «За оборону Кавказа» (01.05.1944)
- Медаль «За боевые заслуги» (06.11.1947)